# Золотой, Евгений Степанович
Евге́ний Степа́нович Золото́й (бел. Яўген Сцяпанавіч Залаты; род. 9 сентября 1999, Краснополье, Могилёвская область) — белорусский спортсмен (академическая гребля), серебряный призёр летних Олимпийских игр 2024 года, чемпион Европы 2025 года в одиночках.

## Спортивная карьера
Греблей начал заниматься в Могилёвском областном ЦОР по гребным видам спорта, помимо этого пробовал себя в баскетболе и лёгкой атлетике.
Впервые в международных соревнованиях по академической гребле принял участие в 2016 году, заняв на чемпионате Европы среди юниоров 8-е место среди парных четвёрок. В следующем году также выступал на уровне юниоров, выиграв в категории парных двоек бронзу на чемпионате Европы и серебро на чемпионате мира, а также впервые вышел на молодёжный уровень, выиграв серебро на первом чемпионате Европы среди молодёжи в соревновании парных четвёрок. Снова завоевал медали в 2019 году, выиграв чемпионат Европы в парных четвёрках. Через два года на чемпионате Европы в Крушвице завоевал серебро в той же категории.
Из-за санкций был вынужден пересесть в одиночку.
Впервые на взрослом уровне выступил на чемпионате Европы 2023 в заезде одиночек, выиграв финал B и заняв итоговое 7-е место, что позволило Золотому получить олимпийскую лицензию. Весной следующего года во втором этапе кубка мира в Люцерне вышел в финал A и занял третье место, уступив Саймону ван Дорпу и Оливеру Цайдлеру.
Участник Олимпийских игр в Париже в качестве индивидуального нейтрального спортсмена. В предварительной стадии принял участие в четвертом заезде, где занял первое место с результатом 6:51.45, показав второй лучший результат среди всех заездов после ван Дорпа. Из-за сложностей в провозе лодки из Белоруссии во Францию был вынужден взять её в аренду. В четвертьфинальном заезде занял первое место, показав пятое время среди всех гребцов (6:49.27), и вышел в полуфинал. Большую часть гонки, в том числе из-за экстремальных условий, шёл на втором месте после действующего бронзового призёра чемпионата Европы Гедрюса Беляускаса, но смог вырваться в лидеры в финальной четверти. В полуфинальном заезде пришёл к финишу вторым, показав второе время среди всех финалистов (6:39.01) и уступив только Цайдлеру, который установил олимпийский рекорд. Финальный заезд был перенесён на час из-за поломки автобуса, на котором белорус добирался к месту проведения соревнований. К финишу пришёл вторым, завоевав серебряную медаль. Отметку 1500 метров Евгений пересёк шестым, но в последней четверти сделал рывок и на две секунды опередил ван Дорпа, который весь заезд боролся за золото с Цайдлером. Золотой стал первым в истории Белоруссии мужчиной-призёром Олимпийских игр в академической гребле.

## Награды и звания
- В 2024 году награждён белорусским Орденом Почёта[30].
- Звание «Минчанин года»[31].

## Личная жизнь
Родился 9 сентября 1999 года в семье Таисы и Степана Золотых в городе Краснополье Могилёвской области.
В 2020 году женился на Ксении Романовской, которая также занималась греблей и ездила в двойке с Инной Никулиной. 30 июля 2024 года, за два часа до четвертьфинального заезда Олимпиады, у Евгения Золотого родился сын, которому дали имя Марк.